# Erin (Wisconsin)
Erin – miasto w Stanach Zjednoczonych, w stanie Wisconsin, w hrabstwie Washington.